# 古橋秀之
古橋 秀之（ふるはし ひでゆき、1971年 -）は、日本の小説家、SF作家。神奈川県出身。

## 来歴
法政大学社会学部卒業。金原瑞人創作文芸ゼミ出身。秋山瑞人はゼミの後輩である。
漫画家も志望しており、大学卒業後はカプコンにグラフィック担当として入社。『バイオハザード』の初期開発に関わっていた。イラストレーターの前嶋重機は当時の同僚。
1995年、カプコン在籍中に執筆した『ブラックロッド』で第2回電撃ゲーム小説大賞・大賞受賞、小説家デビュー。
技巧的なパスティーシュを交えつつ、過去のサイバーパンクSF小説や武侠小説をよりコンピュータゲーム的なSFファンタジー小説として描く手法で、上遠野浩平、秋山瑞人、三雲岳斗らと共にライトノベルレーベルとしての電撃文庫の流れを作り、後進作家たちに強い影響を与えた。
小説での代表作は『ブラックロッド』『ブラッドジャケット』『ブライトライツ・ホーリーランド』の「ケイオス・ヘキサ」三部作、SF短編集『ある日、爆弾がおちてきて』など。
2010年代以降は、作家集団「GoRA」の一人としてオリジナルアニメーション企画『K』への参加、『僕のヒーローアカデミア』のスピンオフコミック『ヴィジランテ -僕のヒーローアカデミア ILLEGALS-』の漫画原作など、小説以外での活動が目立っている。

## 作品リスト

### 小説

#### 『ブラックロッド』シリーズ
- ブラックロッド（1996年2月10日 メディアワークス ISBN 4-07-304160-6 / 1997年4月10日 電撃文庫 ISBN 4-07-306035-X）
- ブラッドジャケット（1997年6月10日 電撃文庫 ISBN 4-07-306408-8）
- ブライトライツ・ホーリーランド（2000年1月10日 電撃文庫 ISBN 4-8402-1392-5）
- ブラックロッド［全］（2023年5月10日 WiZH ISBN 978-4-9105-6050-2） - 上記3作を合本。

#### タツモリ家の食卓
- タツモリ家の食卓 超生命襲来!!（2000年5月10日 電撃文庫 ISBN 4-8402-1519-7）
- タツモリ家の食卓2 星間協定調印（2000年9月9日 電撃文庫 ISBN 4-8402-1613-4）
- タツモリ家の食卓3 対エイリアン部隊（2001年1月10日 電撃文庫 ISBN 4-8402-1713-0）

#### 超妹大戦シスマゲドン
- 超妹大戦シスマゲドン（2005年12月24日 ファミ通文庫 ISBN 4-7577-2551-5）
- 超妹大戦シスマゲドン2（2007年2月28日 ファミ通文庫 ISBN  978-4-7577-3453-1）

#### その他
- ソリッドファイター（1997年9月10日 電撃文庫 ISBN 4-07-306963-2）
  - ソリッド・ファイター［完全版］（2009年2月4日 アスキー・メディアワークス JAN 4942330700310）※書籍扱いではないためISBNなし
- サムライ・レンズマン（2001年12月18日 徳間デュアル文庫 ISBN 4-19-905092-2）
- IX（2003年2月10日 電撃文庫 ISBN 4-8402-2276-2）
- 蟲忍 ―ムシニン―（2004年3月18日 徳間デュアル文庫 ISBN 4-19-905146-5）
- ある日、爆弾がおちてきて（2005年10月11日 電撃文庫 ISBN 4-8402-3182-6 / 2017年4月25日 メディアワークス文庫【新装版】 ISBN 978-4-04-892886-1）※新装版には短編「サイクロトロン回廊」追加収録
- 冬の巨人（2007年4月10日 徳間デュアル文庫 ISBN 978-4-19-905157-9 / 2014年7月10日 富士見L文庫 ISBN 978-4-04-070243-8）
- 龍盤七朝 ケルベロス 壱（2009年12月16日 メディアワークス文庫 ISBN 978-4-04-868219-0）
- ガオポン！ 不思議ナゾトキ迷走日記（2013年）※電子書籍のみ
- 百万光年のちょっと先（2018年2月2日 JUMP j BOOKS ISBN 978-4-08-703444-8）

#### ノベライズ

##### 斬魔大聖デモンベイン
- 斬魔大聖デモンベイン 機神胎動（2004年8月1日 角川スニーカー文庫、ISBN 4-04-427808-3）
- 斬魔大聖デモンベイン 軍神強襲（2006年8月1日 角川スニーカー文庫 ISBN 4-04-427813-X）
- 斬魔大聖デモンベイン ド・マリニーの時計（2007年1月1日 角川スニーカー文庫 ISBN 4-04-427815-6）

##### その他
- BASTARD!! -暗黒の破壊神- NINJA MASTERガラ外伝（2012年3月19日 JUMP j BOOKS ISBN 978-4-08-619540-9）
- ALPHAS ZETMAN ANOTHER STORY（2012年3月29日 JUMP j BOOKS ISBN 978-4-08-703260-4）
- K SIDE:BLUE（2012年10月 講談社BOX ISBN 978-4-06-283817-7）

#### アンソロジー収録
- マップス・シェアードワールド-翼あるもの-（2008年2月15日 GA文庫 ISBN 978-4-7973-4619-0）「町から来た先生」

### 漫画原作
- 黒きレ・ヴォルゥ -仮面の怪盗少女- （2010年、作画：松本規之、ドラゴンコミックスエイジ、上下巻） - 原案、設定協力
- K -THE FIRST-（2014年 - 2015年、作画：木村りん、Gファンタジーコミックス、全3巻） - ストーリー構成
- K MISSING KINGS（2015年、作画：汐田晴人、Gファンタジーコミックス、全1巻） - ストーリー構成
- K ドッグ＆キャット（2015年、作画：木村りん、Gファンタジーコミックス、全1巻） - ストーリー原作
- K RETURN OF KINGS（2016年 - 2017年、作画：汐田晴人、Gファンタジーコミックス、全2巻） - ストーリー構成
- ヴィジランテ-僕のヒーローアカデミア ILLEGALS- （2016年 - 2022年、作画：別天荒人、原作：堀越耕平、ジャンプGIGA・少年ジャンプ+、全15巻） - 脚本
- スパイダーマン：オクトパスガール（2023年 - 、作画：別天荒人、少年ジャンプ+） - 脚本

### アニメ
- K（2012年） - 脚本（1・7・9話）
- 劇場版 K MISSING KINGS（2014年） - 脚本
- K RETURN OF KINGS（2015年） - 脚本（7・9話）
- K SEVEN STORIES Episode 2「SIDE:BLUE 〜天狼の如く〜」（2018年） - 脚本
- AYAKA -あやか-（2023年） - 脚本

### 映像化
- ある日、爆弾がおちてきて（2013年、フジテレビ、監督：城宝秀則）